# 뉴르빈스키군
뉴르빈스키군(러시아어: Нюрбинский улус)은 1930년 1월 9일에 설치되었다.
인구는 2600명(2002)이고, 면적은 52,400km2이다.
중심지는 뉴르바이다. 빌류이강과 지류인 이기아타 강, 칠리 강, 튜큔 강등 18개의 강이 흐른다. 다이아몬드와 석탄이 채취된다.

## 뉴르빈스키 군의 도시
- 뉴르바
- 안토놉카
- 우바이안
- 달니우바이안
- 뉴르바찬
- 마르
- 마르하
- 호룰라
- 하티
- 우오데이
- 차판다
- 디아르한